# 美脂䲁
美脂䲁（學名：Calliclinus geniguttatus），為輻鰭魚綱䲁形目脂䲁科美脂䲁屬的一個種，分布於東南太平洋智利海域，深度可達50公尺，體長可達12.2公分，棲息在岩石底質海域，幼魚主要捕食端足類動物，成魚捕食十足類動物，雌魚產附著性卵，雄魚會守護卵，幼魚為浮游性，生活習性不明。